# ТВ5 Ужице
ТВ5 Ужице је српска локална телевизија. Основана је у јулу 1994. године. Медијска кућа се налази у Ужицу, у приватном је власништву и најгледанија је локална телевизија у Ужицу. Гледаност досеже 650.000 гледалаца, а најгледаније су вести и информативни програм.

## Програм
ТВ5 Ужице има 2 блока вести дневно: у 19:00 и 22:00. Неке од осталих информативних емисија су: Инфо прес, Спорт 2000 и Хашки трибунал.
Канал такође емитује и међународне емисије, серије, документарце, цртаће и филмове. 40% програма је намењено информативним емисијама, 40% образовном програму и 20% забавном програму.